# Peter Krick
Peter Krick (* 31. Januar 1944 in Nieder-Weisel, Butzbach) ist ein ehemaliger deutscher Eiskunstläufer und Sportfunktionär.

## Leben
Von 1966 bis 1968 wurde Krick deutscher Meister im Eiskunstlauf der Herren. Er nahm im Zeitraum von 1961 bis 1968 an fünf Europameisterschaften und drei Weltmeisterschaften teil. Sein bestes Ergebnis bei Europameisterschaften war der fünfte Platz 1965, sein bestes Ergebnis bei Weltmeisterschaften der achte Platz, den er 1967 und 1968 erreichte. Bei seinen einzigen Olympischen Spielen, 1968, wurde er Zwölfter.
Er trat bald nach Ende seiner aktiven Laufbahn als Organisator von Eiskunstlaufveranstaltungen in Erscheinung (Generalsekretär des Organisationskomitees Eiskunstlauf München (OKEM) 1974 bis 2001) und ist aktuell (2008) Chair Sports Directorate der Internationalen Eislauf-Union. Bis 1999 war er Sportdirektor der Deutschen Eislauf-Union (DEU). Seine Frau Sissy Krick ist ISU-Preisrichterin und war bis 2006 DEU-Vizepräsidentin. Das Ehepaar Krick lebt heute in Tutzing.

## Ergebnisse
| Wettbewerb/Jahr          | 1961 | 1962 | 1963 | 1964 | 1965 | 1966 | 1967 | 1968 |
| ------------------------ | ---- | ---- | ---- | ---- | ---- | ---- | ---- | ---- |
| Olympische Winterspiele  |      |      |      |      |      |      |      | 12.  |
| Weltmeisterschaften      |      |      |      |      | 9.   |      | 8.   | 8.   |
| Europameisterschaften    | 11.  |      |      |      | 5.   | 9.   | 8.   | 6.   |
| Deutsche Meisterschaften | 4.   | 3.   |      |      | 2.   | 1.   | 1.   | 1.   |